# Гаджиев, Руслан (дзюдоист)
Руслан (Хамзат) Гаджиев (3 июня 1983 года, по другим данным 22 июня 1981 года — 15 апреля 2006 года) — российский дзюдоист, призёр чемпионатов России.

## Биография
Родился в Кизилюрте. Был младшим из четырёх сыновей. Становился чемпионом России среди кадетов (1997 год) и юниоров (1998 год), серебряным призёром чемпионата России среди молодёжи (2005 год). Четырежды подряд становился призёром чемпионатов России (2002—2005 годы). Серебряный призёр чемпионата Европы среди юниоров (2000 год), чемпион Европы среди молодёжи (2003 год). Обладатель клубного Кубка Европы 2005 года в составе команды «Явара-Нева» (Санкт-Петербург).
Начинал заниматься дзюдо в родном городе под руководством Хабиба Магомедова. В 2000 году переехал в Ставрополь и начал выступать за этот город. В 2001 году переехал в Челябинск, где его тренерами стали Александр Миллер и Юрий Стёпкин.
Под руководством тренера Александра Миллера Руслан Гаджиев стал призёром чемпионатов России и чемпионом Европы среди молодёжи.
Скоропостижно скончался от тяжёлой болезни в Московском институте имени Склифосовского. Был похоронен в Кизилюрте.

## Спортивные результаты
- Чемпионат России по дзюдо 2002 года — ;
- Чемпионат России по дзюдо 2003 года — ;
- Чемпионат России по дзюдо 2004 года — ;
- Чемпионат России по дзюдо 2005 года — ;